# 타이판
타이판(영어: taipan)은 코브라과 타이판속(Oxyuranus 오지우라누스[*])에 속한 독사들을 이른다. 킹코브라의 50배에 달하는 강한 독을 가지고 있지만, 온순하고 공격성이 적은 편이라 사람을 만나도 대부분 회피하므로 실제로 물려 죽은 경우는 극히 드물다.타이판 스네이크는 블랙 맘바 보다 강할 정도의 강한 독을 가지고 있다